# Akatsuki (vệ tinh)

Hoạt ảnh minh họa quỹ đạo của Akatsuki từ ngày 21 tháng 5 năm 2010 đến 31 tháng 12 năm 2016.
Akatsuki; Sao Kim i; Trái đất; Mặt trời;

Akatsuki (あかつき, 暁  "Bình minh"), cũng có tên gọi là Venus Climate Orbiter (VCO) và Planet-C, là một tàu thăm dò không gian (JAXA) Nhật Bản có nhiệm vụ nghiên cứu khí quyển Sao Kim. Nó được phóng trên một tên lửa H-IIA 202 ngày 20 tháng 5 năm 2010, và đã không thể vào quỹ đạo quanh Sao Kim ngày 6 tháng 12 năm 2010. Sau khi tàu này quay quanh quỹ đạo Mặt Trời trong 5 năm, các kỹ sư đã đặt nó vào một quỹ đạo Sao Kim elip thay thế vào ngày 7 tháng 12 năm 2015 bằng cách khai hỏa tên lửa đẩy kiểm soát vị trí 20 phút. Bằng cách sử dụng năm camera khác nhau, Akatsuki đã nghiên cứu được sự phân tầng của khí quyển, làm sáng tỏ sự năng động của khí quyển, và vật lý đám mây.